# كارلتون سميث
كارلتون سميث (بالإنجليزية: Carleton Smith)‏ هو صحفي أمريكي، ولد في 19 فبراير 1908، وتوفي في 28 مارس 1984.